# Sturmtief Luciano
Sturmtief Luciano  (auch Tief Luciano oder Herbst-Tief Luciano genannt) war ein Sturmtief, das Mitte August 2021 von den Britischen Inseln nach Deutschland zog.

## Auswirkung
Nach Angaben des Deutschen Wetterdienstes (DWD) brachte am Sonntag, dem 15. August 2021 Sturmtief Luciano von den Britischen Inseln sehr warme und feuchte Luft in den Süden Deutschlands und im weiteren Verlauf des Tages teils kräftige Gewittern mit Starkregen und Hagel mit. In der Nacht von Sonntag auf Montag, dem 16. August 2021, hatte der DWD vor unwetterartigen Gewittern gewarnt. In den süddeutschen Mittelgebirgen kam es zu Starkregen mit bis zu 40 Litern pro Quadratmetern, nur für kurze Zeit kam es zu größerem Hagel und teils schweren Sturmböen. Am Montag kam es an der Nordsee zu Windgeschwindigkeiten bis zu 110 km/h.
Am Montagabend gegen 20:10 Uhr kam es in Berumerfehn und Ostermoordorf, Gemeinde Großheide im Landkreis Aurich in Ostfriesland zu einem Tornado, der von Nordwesten kam. Der Tornado schlug weiter östlich von Westermoordorf eine ca. 70 Meter breite Schneise durch ein Forstgebiet. Die Wetterseite Tornadoliste.de stufte den Tornado in die Kategorie F2 (181 – 252 km/h) ein. Verletze oder Tote wurden nicht gemeldet. Der Schaden geht in die Millionen. Auslöser für den Tornado war das Sturmtief Luciano.
Auf der Zugspitze in Bayern war am Sonntag noch 14 Grad gemessen worden, gab es am Dienstag, dem 17. August 2021 Dauerfrost bis minus 3 Grad und es bildete sich eine weiße Schneedecke. Auch am Mittwoch, dem 18. August 2021 gibt es zu Tagesbeginn Schneeschauer. Wenige Tage später gab es wieder sommerliche Temperaturen.